# アストロシティミニ V
アストロシティミニ V（アストロシティ ミニ ブイ、ASTRO CITY Mini V）は、セガトイズ（現・セガ フェイブ）より2022年7月28日に発売の家庭用ゲーム機。販売はセガが行う。レーティングはCERO：C（15才以上対象）。

## 概要
アストロシティミニは（往年の）セガアーケードゲームソフトに特化したオムニバスゲーム機としてゲームファンの耳目を集めた。海外市場でも販売され、国内外で8万台以上を販売して「世界中の人たちに評価」されたとのことで、初代のコンセプトを引き継ぎ「アーケードクラシックシリーズ」と冠された次なる商品開発にゴーサインが出ることとなった。
今回は販売台数限定販売（メジャーな人気のゲームを多く収録する事が最優先では無い）となった事や、初代の販売プロモーションにも協力した、アーケードゲームマニアには有名なアミューズメントセンター（ゲームセンター）「ゲーセンミカド」の全面協力が得られた事もあり、下記のとおり様々な点においてマニアックな仕様・収録ラインナップとなっており、「アストロシティミニ・ミカドエディション」的な趣向の強い商品に仕上がっている。
このような経緯から、「V」の商品リリース第一報は初代のリリース1周年当日である2021年12月17日に、セガトイズのディレクターとゲーセンミカド店長・イケダミノロックこと池田稔および同・AKIRAが列席した配信番組で行われた。
セガ以外のメーカー作品を重点的に収録
初代でもセガが販売し開発は別会社で行ったゲームが幾つか収録されているが、「V」の収録作品選定に関しては、セガトイズ側が企画初期段階においてメーカーの垣根を越え実現可能・不可能も無視して選抜してみた通称「夢リスト」をベースとして交渉した結果、セガが関与していないゲームの版権を管理する5つの会社から協力が得られ、その社の版権保有リストから大多数のタイトルが選ばれている。
この結果、今回セガが開発・リリースした作品は4タイトルのみ収録となっており、セガ色は薄めである。
一体型の液晶モニターは縦画面（縦向き）固定
4.6インチ・画角3:4の液晶モニタを搭載している。初代のモニタ画角は16:9だったため縦画面ゲームはオリジナルのアストロシティと少々視認が異なっていたが、「V」では全ての収録作品が縦画面ゲームとなっていることから、オリジナルに使用していた3：4ブラウン管に近い状態でプレイが可能となる。
なお、縦画面特化仕様となったため全収録22作品のうち、17作品が純粋な縦スクロールシューティングゲームとなっており、公式サイトでも「夢のシューティングスター集結！」というアピールをしている。
「ゲーセンミカド」全面協力
「V」の収録作品は、いわゆる「知る人ぞ知る」マニア嗜向のゲームが多くなったことから、移植開発に必要なオリジナルのアーケードゲーム基板の現存数が希少なモノについての提供・一部収録ゲームの選定に際し版権保有会社への収録交渉・「V」実機へ収録する際の操作ボタン配置などをミカド実店舗におけるソレと（出来るだけ）近づけるなど、ミカドが広範囲に関与している。
プロモーション動画のナレーションは初代同様、セガの社員（兼・シンガー）である光吉猛修が担当。また今回はPVなどで流れる、イメージソング2曲（後述）の歌唱も披露している。

### 名称の由来
上記と同様の布陣で2020年12月に発売された「復刻系アーケードゲーム機」である「アストロシティミニ」（以下、「初代」という表記を用いている箇所あり）シリーズ第2作目となる。今回「V」と付いている理由については、セガトイズのプロジェクトディレクター・跡部裕彦によると後述するように本機の内蔵液晶モニタが「縦」（ Vertical ）であること、初代からの製作コンセプトである「“あの頃”のゲームセンターの興奮や熱狂を今のゲームファンに伝えたい・させたい」を端的に表現した「火山」（ Volcano ）、そして色々な意味を込めて「勝利」（ Victory ）以上3つの「V」（を濃縮し1文字の「V」）で付けたとのこと。

## ハードウェア
基本設計は初代「アストロシティミニ」をベースにしているので、アストロシティミニ#ハード仕様も参照されたい。ここでは「V」独自の仕様について解説する。

### ハード仕様
前述したとおり、筐体と一体化した液晶モニタは画角4:3の縦画面に固定されている。収録作品が全て縦画面ゲームのため、他社の同種商品イーグレットツー ミニのようにモニタを回転して横画面にしたりする必要も無いので、そのような事は出来ない。なお16:9モニタの初代と単純比較はできないが、「Ｖ」のモニタサイズは4.6インチになっている。
このほか初代では縦画面のゲームを外部出力機能を使って外部ディスプレイに出力しても、横画面の中心に縦画面映像を映す「ピラーボックス」となっていたが、「V」では映像出力をオリジナルと同じ縦画面で映す事が可能となったため、大画面で、より迫力あるゲーム映像が楽しめるようになった。
アストロシティミニ#周辺機器に記載した、周辺機器各種やデコレーションキット「ゲームセンタースタイルキット」も、引き続き全て「V」で使う事が可能となっている。

### ソフト仕様
初代ではゲームの設定は、本来のゲームプログラムとは別に「メニュー画面」の「オプション」で変更する仕様になっていたが、実際のゲーム基板で各種設定を変更する事に慣れ親しんだマニアにとっては却って判りにくい事が想定されるため、基板に実装された「DIPスイッチ」（物理的な設定変更装置）を仮想的に再現する予定。
本来アーケードゲームの基板に存在する、1コインでカウントされるクレジット数など各種設定が仔細に変更できる機能や、俗に「テストモード」「デバッグモード」などと呼ばれる開発者向けモードを実装する予定については初代と同様未搭載の予定。なお、各ゲームの配置についてはデフォルトで固定されるが、オリジナルでは連射機能が非搭載のゲームについては、ソレを店側で筐体へ改造的に実装した往年のゲームセンターに倣い、「ゲーセンミカド」店内で実際に使用している連射ボタンの配置に（出来るだけ）近づけている。
いわゆる「どこでもデータセーブ（ステートセーブ）」機能を初代同様に実装しているが、リアルタイムに瞬時の操作が必要なシューティングゲームが多めな「V」で初代の様に「ゲームを一時停止してメニュー画面を開いてセーブ機能を選択して・・・」といった操作ではゲームのテンションを切らしてしまうため、余ったボタンにセーブ機能を割り振り、押すだけで瞬時にセーブ出来るようにする予定。（公式サイトでは「かんたんセーブ機能」と呼称　なお、アームドポリスバトライダーのみセーブ・ロード機能が実装されていない。技術的なものに寄るものなのか理由は不明）
セガが過去にリリースした復刻系ゲーム機「メガドライブ ミニ」で好評だった、各ゲームのデモ映像（クレジットを入れる前、客へのアピールを目的としてプレイ映像を少し流したり、ストーリーを紹介したりするモード）を一定時間で別のゲームに変えて流す機能が搭載される予定。

### メニュ－BGM/イメージソング
各ソフトをセレクトする際のメニュー画面で流れるBGMは、初代に引き続きセガ所属の川口博史（Hiro師匠）による新規書き下ろし楽曲が使われている。このメロディーに跡部裕彦が歌詞を付けて光吉猛修が歌う楽曲バージョンが「君の見た宇宙、僕が見る未来」と題されて「V」のMVで使われている。「復活」をイメージした、メロディアスな（俗にいう「エモい」）メロディーの歌となっている。
また、Hiro師匠が書き下ろした楽曲はもう一つあり、こちらについては「アストロシティミニ V 発表記念ソング」として「SOLDIER REGAINS THE DREAMS」と題され、同じく「V」のMVで使われている（作詞・歌唱は同じく跡部/光吉）。 光吉が得意とする「熱血」をイメージしたアップテンポなメロディーの歌に仕上がっている。
セガトイズ直営のECサイトにて限定販売する特別版「アストロシティミニ セガトイズ.comセット」に同梱されるスペシャルCDでは、両曲ともBGM版とイメージソング版が揃って収録される予定。

## 収録タイトル
- 今回は発表時点で（概ね）全タイトルが公開された。下記表は基本的に公式商品情報ページに掲載された（稼働開始年）順。
- 「V」では、家庭用ゲーム機への初移植作品と、「過去に家庭用ゲーム機やパソコンなどに移植・リリースされた時にはゲーム画面やデザインがアレンジされた作品」のどちらも「今回初めて原典に忠実に移植した」という意味で「アーケード版 初忠実移植」という表現で特記している（いずれも下の表では「注釈」に記載）。
- 『アウトゾーン』と『ドギューン!!』は日本国内で正式に家庭用ゲーム機移植版がリリースされるのは「V」が初となるので、公式サイトでは注釈を付けて特記している。
- アストロシティミニは初代・「V」ともに本体には1P分しかジョイスティックが付いていないので、下記の「2P可能」とは、「周辺機器のコントロールパッドやジョイスティックを接続しての2Pプレイが可能」という意味である（いずれかを接続しないと2P同時・交互プレイは不可となる）。
- 一部タイトルにおいて入力ラグ（遅延）が顕著であるためプレイが困難なものが多数存在する（ライジング系、彩京系など）。

| タイトル                    | 稼働開始年 | ジャンル                 | リリースメーカー | 開発企業   | 備考                                                                                             |
| --------------------------- | ---------- | ------------------------ | ---------------- | ---------- | ------------------------------------------------------------------------------------------------ |
| ムーンクレスタ              | 1980年     | シューティング           | 日本物産         | -          | 2人交互プレイ可能                                                                                |
| ZAXXON                      | 1982年     | シューティング           | セガ             |            |                                                                                                  |
| テラクレスタ                | 1985年     | シューティング           | 日本物産         |            | 2人交互プレイ可能                                                                                |
| コスモポリス ギャリバン     | 1985年     | アクションシューティング | 日本物産         |            |                                                                                                  |
| アクションファイター        | 1986年     | アクションシューティング | セガ             |            |                                                                                                  |
| TATSUJIN                    | 1988年     | シューティング           | タイトー         | 東亜プラン | 2人交互プレイ可能                                                                                |
| レッスルウォー              | 1989年     | アクション（プロレス）   | セガ             |            | 2人同時プレイ可能                                                                                |
| 鮫!鮫!鮫!                   | 1989年     | シューティング           | テクモ           | 東亜プラン | 2人交互プレイ可能                                                                                |
| 雷電                        | 1990年     | シューティング           | テクモ           | セイブ開発 | 2人同時プレイ可能                                                                                |
| アウトゾーン                | 1990年     | アクションシューティング | テクモ           | 東亜プラン | 2人同時プレイ可能 アーケード版は初忠実移植                                                       |
| ソニックウィングス          | 1992年     | シューティング           | ビデオシステム   |            | 2人同時プレイ可能                                                                                |
| 達人王                      | 1992年     | シューティング           | タイトー         | 東亜プラン | 2人同時プレイ可能 アーケード版は初忠実移植                                                       |
| ドギューン!!                | 1992年     | シューティング           | タイトー         | 東亜プラン | 2人同時プレイ可能 アーケード版をベースに 幾つかの致命的なバグをFIXした版を初移植                 |
| デザートブレイカー          | 1992年     | アクションシューティング | セガ             |            | 2人同時プレイ可能 アーケード版は初忠実移植                                                       |
| BATSUGUN                    | 1993年     | シューティング           | タイトー         | 東亜プラン | 2人同時プレイ可能                                                                                |
| V・V（ヴイ・ファイヴ）      | 1993年     | シューティング           | タイトー         | 東亜プラン | 2人交互プレイ可能                                                                                |
| 戦国エース                  | 1993年     | シューティング           | 彩京             |            | 2人同時プレイ可能                                                                                |
| 疾風魔法大作戦              | 1994年     | シューティング           | エイティング     | ライジング | 1P・2P同時プレイ可能                                                                             |
| ガンバード                  | 1994年     | シューティング           | 彩京             |            | 2人同時プレイ可能                                                                                |
| ストライカーズ1945          | 1995年     | シューティング           | 彩京             |            | 2人同時プレイ可能                                                                                |
| アームドポリス バトライダー | 1998年     | シューティング           | エイティング     | ライジング | 1P・2P同時プレイ可能 アーケード版は初移植（一部BGMが洋楽の丸写しだったためそれを差し替えて移植） |
| バトルバクレイド            | 1999年     | シューティング           | エイティング     | ライジング | 2人同時プレイ可能 アップグレード版「アンリミテッドバージョン」を初忠実移植                       |